# Федір Ольгердович
Федір Ольгердович (бл.1332/1333 — бл. 1394 / бл. 1400) — державний та військовий діяч Великого князівства Литовського, князь Ратненський та Кобринський (бл. 1352 — бл. 1394). Син великого князя Литовського Ольгерда та його першої дружини, Марії Вітебської. Представник династії Гедиміновичів, родоначальник князів Кобринських і Сангушків.

## З життєпису

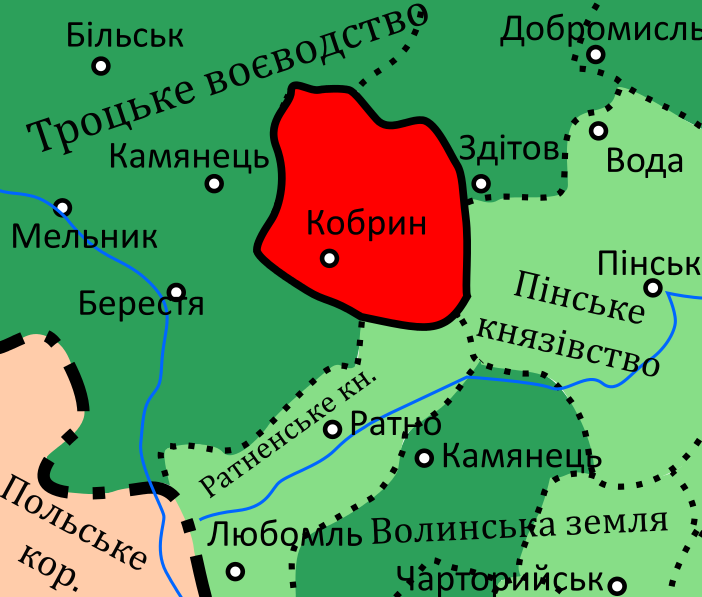
Кобринське і Ратненське князівства - уділ Федора

Ян Тенговський (пол. Jan Tęgowski) вважає його найстаршим зі синів Ольгерда і легітимним спадкоємцем, трон якого захопив Ягайло.
Володів Ратним (до 1377—1394, можливо, що отримав Ратненське князівство ще від Любарта Гедиміновича), Любомлем, правдоподібно, Кобрином, маєтностями в Галичині (зокрема, Жидачевом). Офіційно титулувався князем Ратненським. Після нетривалої втрати Ратного у 1366—1370 роках, по смерті Казимира ІІІ осів знову в ньому. Посідав дрібні володіння у Червоній Русі.
У 1377 р., посилаючись на своє родове старшинство, відмовився визнавати Великим князем Литовським Ягайла, вважаючи, що навіть у нього більше прав, й добровільно присягнув на вірність польському та угорському королю Людовику Угорському під час його походу на Волинь. При цьому мав зазначити, що має права на литовський престол як найстарший (це твердження сумнівне) Ольгердович.
1385 року — після Кревської унії перейшов під сюзеренітет Ягайла (1386). 1394 р. в Долятичах разом з іншими трьома братами короля ручався перед Ягайлом за брата Андрія Ольгердовича. Його жидачівське староство отримав князь Федір Любартович.
Помер, за даними Л. Войтовича, близько 1394 року, за даними Олени Русиної, близько 1400 року: тоді його жидачівські посілості вже були надані Федору Любартовичу.

### Сім'я
Був одружений з Ольгою. Діти:
- Федюшко (помер бл. 1431 р.) — князь володимирський[4];
- Роман — князь на Кобрині, родоначальник князів Кобринських;
- Сангушко — родоначальник князів Сангушків;
- Гурко — князь на Кроснічині (Красічині), родоначальник князів Гурковичів[4].

## Зауваги
1. ↑  давніше С. Кучинський стверджував, що помер перед 1400 роком → Kuczyński S. Fedor Olgerdowicz, ks. ratneński (wsp. 1377—1394)… — S. 387.